# Glenoleon drysdalensis
Glenoleon drysdalensis is een insect uit de familie van de mierenleeuwen (Myrmeleontidae), die tot de orde netvleugeligen (Neuroptera) behoort. 
Glenoleon drysdalensis is voor het eerst wetenschappelijk beschreven door New in 1985.